# Larix lyallii
Larix lyallii, o alerce subalpino, es una conífera de hoja caduca del noroeste de América del Norte. Vive a grandes altitudes de entre 1800 m y 2400 m en las Montañas Rocosas de Idaho, Montana, la Columbia Británica y Alberta. Existe también una pequeña población en la Cordillera de las Cascadas en el estado de Washington, EE. UU.
El alerce subalpino es muy resistente a las bajas temperaturas en suelos rocosos y poco profundos, por lo que se encuentra en la zona del límite del bosque. No obstante, puede crecer en una variedad de suelos con o sin sombra, siempre que el suelo tenga buen drenaje.

## Descripción

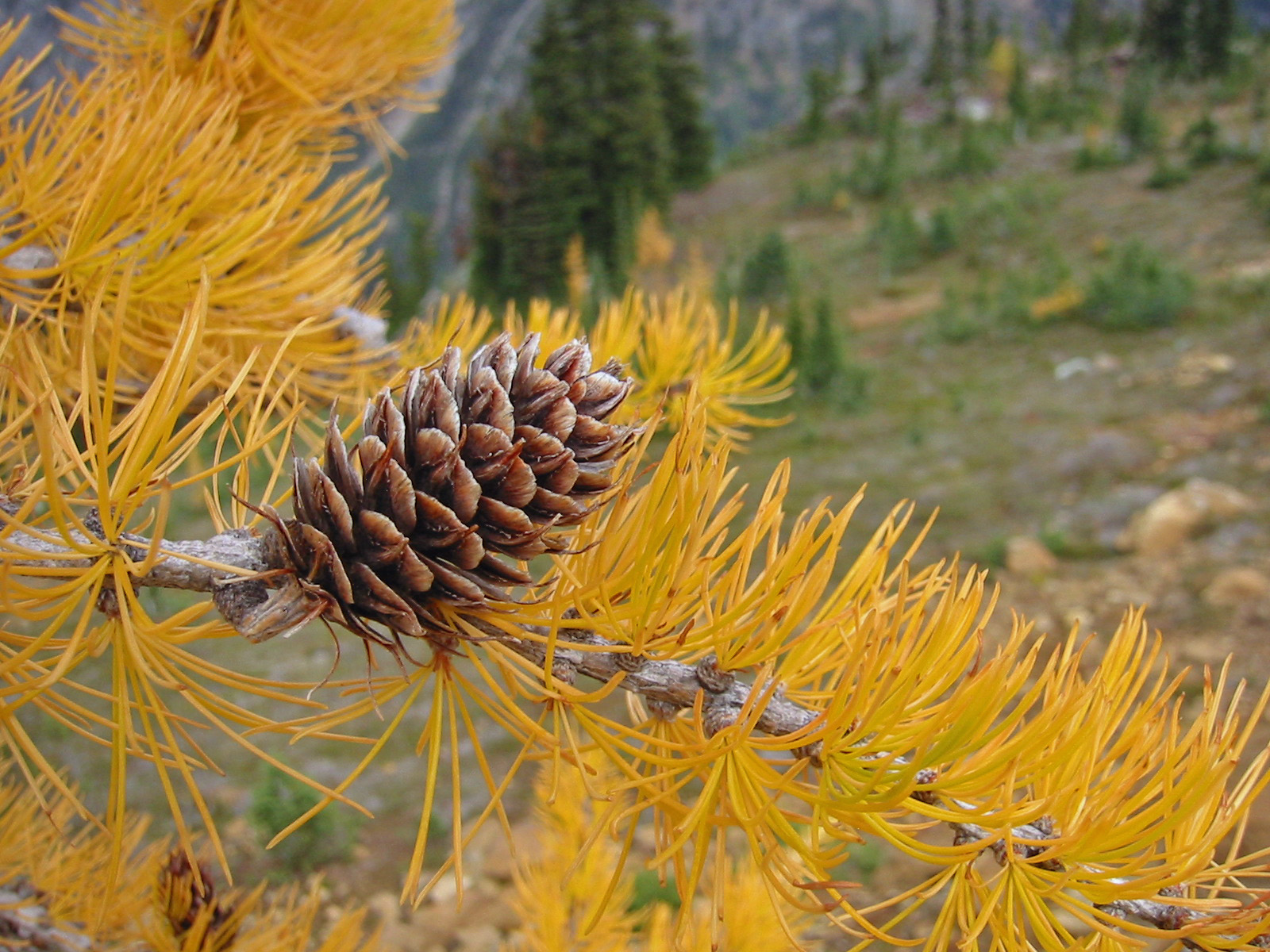
Follaje de otoño

Larix lyallii es un árbol pequeño, que crece de 10 a 25 m de alto, menos a gran altura. Posee un tronco recto con una corona poco poblada y cónica. Las ramas crecen perpendiculares al tronco, espaciadas algo al azar y torcidas. Las ramitas tienen vellosidades finas. Las agujas tienen 4 ángulos, de entre 20 a 25 mm de largo agrupadas de 30 a 40 en brotes cortos. Tienen coloración azulada-verdosa y son caducas, amarilleando en otoño.
Las piñas tienen de 2,5 a 4 cm de largo, coloración roja o púrpura mientras crecen pero se vuelven marrón oscuro con la maduración. Poseen escamas estrechas y brácteas que se extienden sobre ellas. La corteza es también fina y cambia de amarillo grisáceo a rojo oscuro o marrón con la maduración.
Este árbol puede llegar a vivir miles de años, habiendo un ejemplar registrado en Kananaskis, Alberta con al menos 1993 años, el árbol más viejo de Canadá.

## Usos
La corteza contiene taninos y la madera es fuerte, pesada y duradera.